# Каїрн

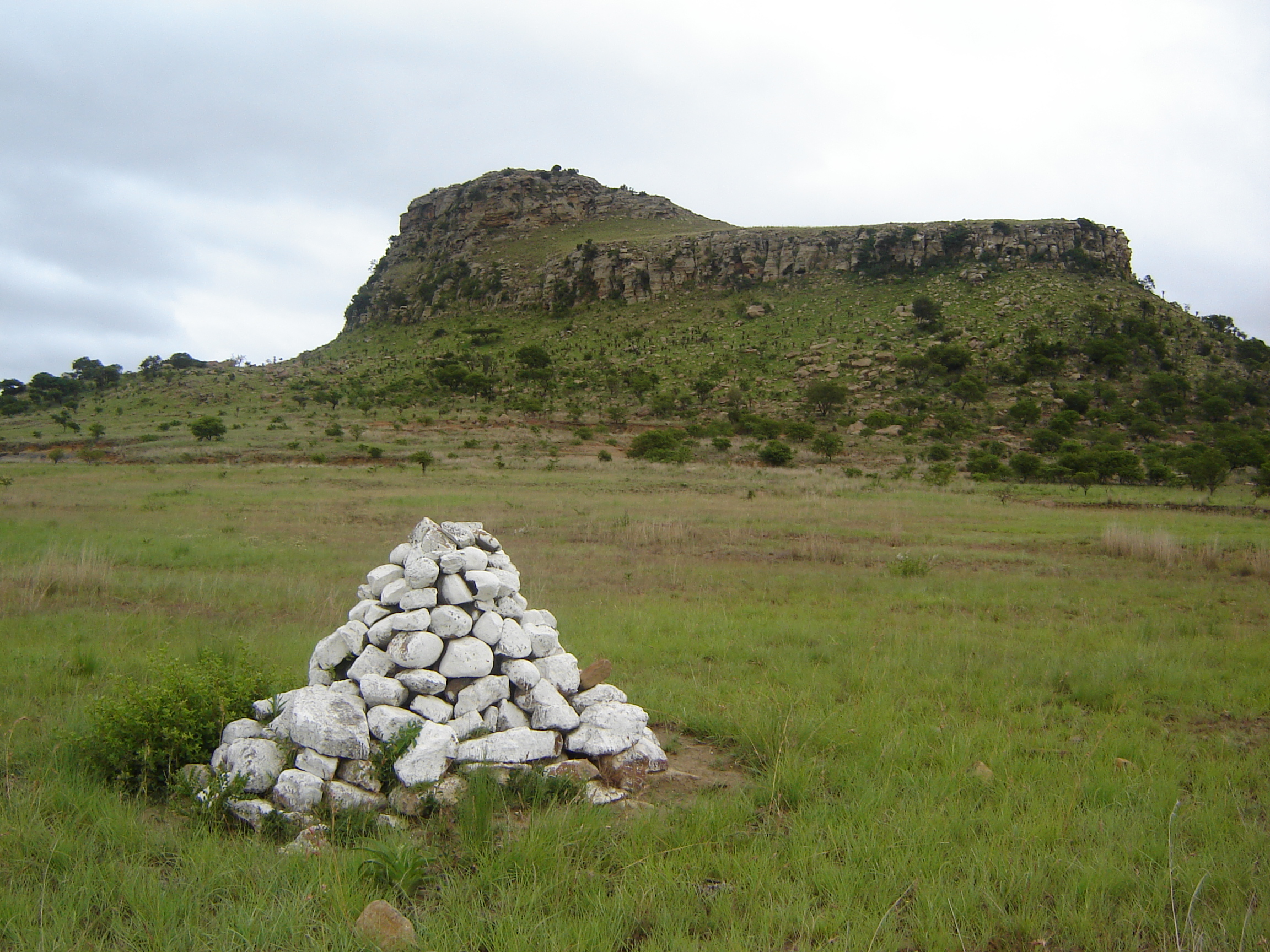
Один з каїрнів, що позначає масове поховання британських солдат на місці Битви при Ісандлвані.

Каїрн (англ. cairn, ірл. carn, валл. carnedd, шотл. гел. càrn) — штучно складена купа каменів, найчастіше конічної форми.
Сучасні каїрни зазвичай споруджуються як вказівні знаки, проте в стародавні части вони найчастіше слугували могильними пам'ятниками та виконували практичні і астрономічні цілі.